# Clethrogyna interrupta
Clethrogyna interrupta är en fjärilsart som beskrevs av Grum-grshimailo 1890. Clethrogyna interrupta ingår i släktet Clethrogyna och familjen tofsspinnare. Inga underarter finns listade i Catalogue of Life.